# Полёвки Бедфорда
Полёвки Бедфорда (лат. Proedromys) — род грызунов семейства Cricetidae из Китая. Он является частью трибы Arvicolini в подсемействе Arvicolinae.
Proedromys включает следующие виды:
- Полёвка Бедфорда (Proedromys bedfordi)
- Proedromys liangshanensis

Русское название рода происходит от названия первого описанного в этом роде вида Proedromys bedfordi. Эту полёвку Олдфилд Томас назвал в честь Хербранда Артура Рассела, 11-го герцога Бедфорда (1858—1940), который был военным и натуралистом, членом Лондонского зоологического общества и спонсором Британского музея. Томас также назвал золотого такина (Budorcas bedfordi) в его честь, а малую полосатую бурозубку (Sorex bedfordiae) назвал в честь его жены Мэри Рассел, герцогини Бедфордской.

## Таксономия
Джон Ривс Эллерман и Теренс Моррисон-Скотт, Г. Б. Корбет и другие териологи включали Proedromys в род серых полёвок (Microtus). Однако большинство систематиков сохраняют за Proedromys статус рода. Диагностические признаки этого таксона, перечисленные Томасом (1911d - массивный череп с широкими, тяжелыми и бороздчатыми верхними резцами и удивительно короткими нижними резцами, а также молярные особенности), идентифицируют его как независимую линию, полученную от некоторых еще не идентифицированных предков из Arvicolinae. И. М. Громов считал Proedromys реликтовой группу Microtinae с неясными родственными связями. Repenning (1992: 65), основываясь на паттернах окклюзионных поверхностей коренных, предположили, что «происхождение от Allophaiomys`а или раннего  Lasiopodomys`а кажется очевидным, но оно ещё не задокументировано».

## Комментарии
1. ↑  Позднее выяснилось, что у второго вида этого рода, Proedromys liangshanensis, внешняя поверхность резцов гладкая, без бороздки, то есть этот признак характерен только для P. bedfordi.